# Il mio amico (Anna Tatangelo)
Il mio amico è un singolo della cantante italiana Anna Tatangelo, pubblicato il 29 febbraio 2008 come terzo estratto dal terzo album in studio Mai dire mai.

## Descrizione
Il brano è dedicato al migliore amico della cantante e parla delle problematiche e delle esperienze che egli vive per via dei pregiudizi della gente sulla sua omosessualità. La canzone ha concorso al Festival di Sanremo 2008 dove si è classificata al secondo posto. Durante il Festival la canzone è stata proposta tre volte, di cui una in duetto con Michael Bolton. La versione con Bolton è stata anche pubblicata nella versione promozionale del singolo.

### Controversie
Il mio amico ha ricevuto diverse polemiche da parte di alcune associazioni omosessuali, secondo le quali il testo del brano non rappresenterebbe la realtà dei gay, ma sarebbe trash e macchiettistica.

## Video musicale
Esistono due versioni del video, entrambe dirette da Gaetano Morbioli: quella in cui la Tatangelo canta sola e quella in cui compare anche Bolton.

## Tracce
Testi e musiche di Luigi D'Alessio.
1. Il mio amico – 3:31

## Formazione
Musicisti
- Anna Tatangelo – voce
- Adriano Pennino – arrangiamento, direzione strumenti ad arco, pianoforte, tastiera
- Cesare Chiodo – basso
- Lele Melotti – batteria
- Michael Thompson – chitarra elettrica
- Maurizio Fiordiliso – chitarra acustica

Produzione
- Gigi D'Alessio – produzione
- Adriano Pennino – produzione
- Pierluigi Germini – produzione esecutiva
- Roberto Rosu – missaggio
- Francesco Luzzi – registrazione
- Greg Calbi – mastering

## Successo commerciale
Il mio amico ha venduto 60 000 download ottenendo il doppio disco di platino nel corso dell'intero anno secondo le dichiarazioni delle etichette discografiche.

## Classifiche
| Classifica (2008) | Posizione massima |
| ----------------- | ----------------- |
| Italia            | 14                |